# アプレンティス
『アプレンティス』（原題：The Apprentice）は、アメリカで制作・放送され、ブラジル、イギリスなどで現地版として制作・放送されているリアリティ番組。Apprentice（アプレンティス）は、「見習い」を意味する英語。

## 概要
アメリカで人気を博したリアリティ番組『サバイバー』を手掛けたイギリス人プロデューサーのマーク・バーネットが企画。ホスト（日本でいう司会）を務める実業家が経営する会社で、右腕として働く人材が決まる過程を追う。
応募者の中から番組への参加者となる十数名が選ばれ、参加者は「見習い(=Apprentice)」として働き、ホストの会社への本採用を目指す。ホストは参加者に様々な課題を課し、個人やグループ単位で課題に取り組む。課題に取り組む中で起きる葛藤や対立などを放送する。
毎週、番組の最後にホストは脱落者を1人決め、最後まで生き残った参加者が勝者となり、晴れて本採用となる。

## ドナルド・トランプ版

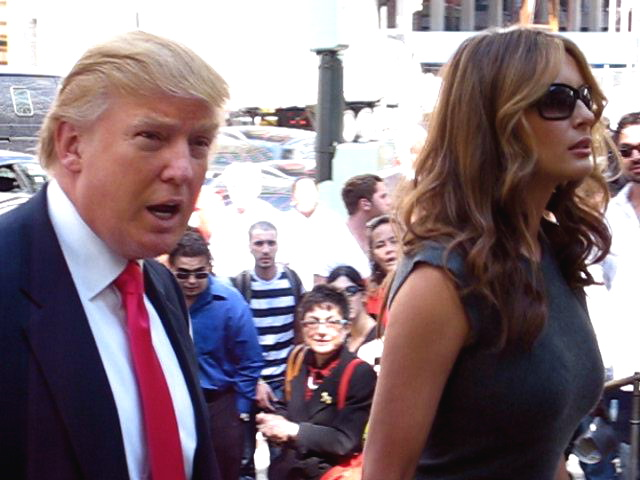
ドナルド・トランプ（2006年）

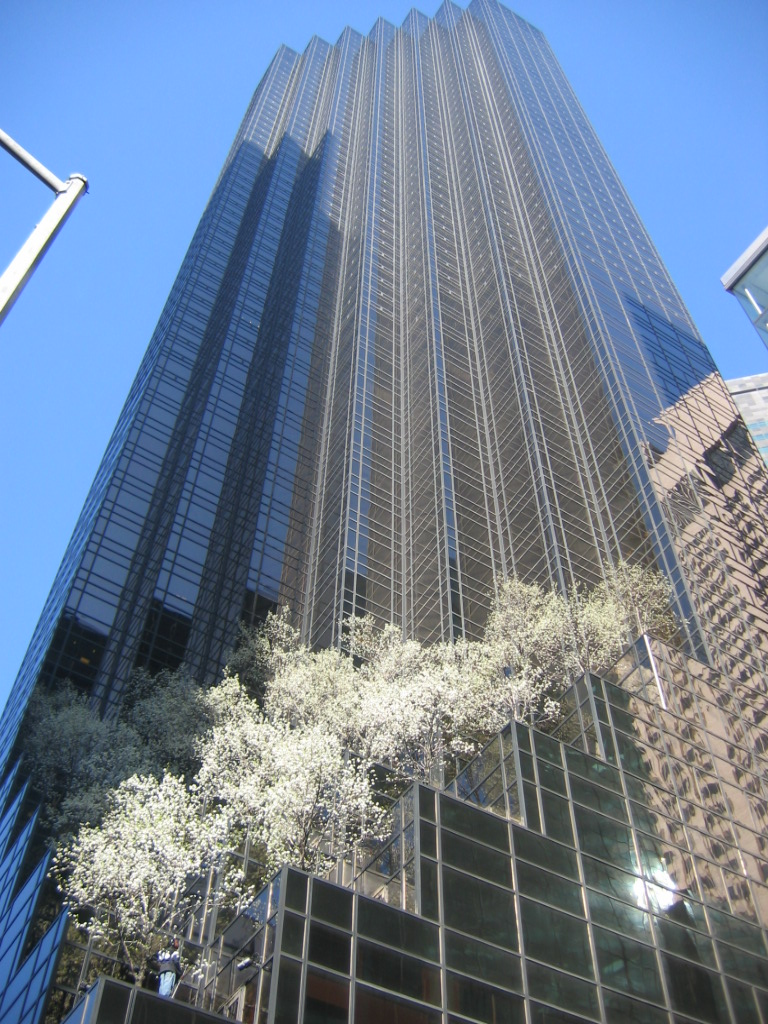
ボードルームのあるトランプタワー

アメリカの不動産王であるドナルド・トランプ（後の第45代アメリカ合衆国大統領）をホストに、ニューヨークのトランプ・ワールド・タワーを舞台に出された課題を参加者がチームで取り組んでいく。課題の最後に、全員をボードルームに集め、勝者を発表、敗者の中から脱落者を選び、トランプが「君はクビだ! (You're Fired!) 」と宣告する。この決め台詞はトランプと親交のあるビンス・マクマホンのものである。
第1シーズンは2004年1月から4月まで、The ApprenticeとしてNBCで放送。その後、2004年9月に第2シーズン、2005年1月から第3シーズン、9月から第4シーズンを放送して、2006年2月から第5シーズンを放送する。視聴者数はシーズンごとに減少し、2007年1月開始のロサンゼルスを舞台にした第6シーズンで終了した。しかし、2007年6月にNBCが第8シーズンの放送可能性を見込んだ第7シーズンのリニューアルを発表、2008年1月に有名人が参加する『セレブリティ・アプレンティス（第7シーズン、The Celebrity Apprentice）』として復活する。これ以後、セレブリティ・アプレンティスとして放送を重ね、2012年の第12シーズンまで放送されている。なお、2010年の第10シーズンは、第6シーズン以来の一般人の参加者のみで行われた。また、アプレンティスのPCゲームをトランプが監修している。

### 日本での放送
WOWOWが2009年7月から10月の間、第7シーズンを『アプレンティス/セレブたちのビジネスバトル』として放送した。その後、第8シーズンを『アプレンティス2/セレブたちのビジネスバトル』として、2012年1月21日から3月31日まで第9シーズンを『アプレンティス3/セレブたちのビジネスバトル』として放送された。また、2012年8月10日、8月20日から9月14日まで第8シーズンと第9シーズンが無料で集中再放送された。

## マーサ・スチュワート版

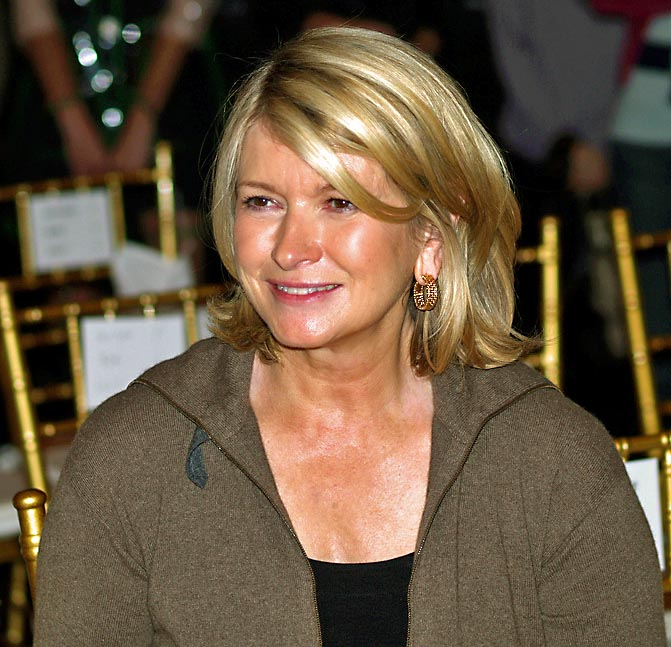
マーサ・スチュワート

2005年9月から12月にかけて、NBCが初のスピンオフ（姉妹番組）としてマーサ・スチュワート版（en:The Apprentice: Martha Stewart）を放送した。オリジナルのフォーマットを踏襲しつつ、マーサ流のアレンジがなされ、27都市を舞台に開催された。バーネットが収監中のスチュワートに呼びかけ実現し、トランプがそのエグゼクティブプロデューサーに名を連ねた。しかし視聴率はわずか2.5%に留まり、1シーズン限りで打ち切られた。

## 各国版
アメリカ国外で最初に現地版を放送したのはブラジルで「O Aprendiz」として2004年に放送。ついで、BBCがアラン・シュガーの会社アムストラッドを舞台にしたThe Apprenticeを2005年3月放送から開始し、第8シーズンまで放送。同名の現地版がアイルランド、オーストラリア、ニュージーランドなどで放送されている。
アラブ圏でもモハメド・アリ・アッバーを司会に企画されていたが、中止されている。
2016年からは社会主義国のベトナムにおいて、VTVにて現地版の第1シーズンを放送開始予定（2016年4月現在ホスト未定）。アジア諸国ではAXNアジアにおいて2013年より「The Apprentice Asia」が放送されている。ホストはエアアジアCEOのトニー・フェルナンデス。